# Angels Crest

Angels Crest est un film canadien sorti en 2011 et réalisé par Gaby Dellal, interprété par Thomas Dekker et Lynn Collins, et adapté du roman de Leslie Schwartz

## Fiche technique
- Titre original : Angels Crest
- Titre français : Angels Crest
- Réalisation : Gaby Dellal
- Production :Thomas Dekker et Lynn Collins
- Pays de production :  Canada
- Genre : Film dramatique
- Date de sortie : 2011

## Distribution
- Elizabeth McGovern : Jane
- Jeremy Piven : Jake
- Mira Sorvino  : Angie
- Joseph Morgan  : Rusty
- Kate Walsh  : Roxanne
- Lynn Collins  : Cindy
- Thomas Dekker  : Ethan